# Krater Kabira
Krater Kabira (Kebira) – przypuszczalny krater uderzeniowy na granicy Libii i Egiptu. Nazwa Kebira w języku arabskim oznacza "duży" i odnosi się do nazwy płaskowyżu Dżilf al-Kabir w południowo-zachodnim Egipcie, gdzie odkryto krater.
Kabira jest najprawdopodobniej kraterem uderzeniowym, powstałym na skutek upadku meteorytu, największym odkrytym na Saharze. Jego średnica wynosi 31 km. Powstał przypuszczalnie na skutek uderzenia obiektu o średnicy około 1,2 km. Kolista struktura została zauważona na zdjęciach satelitarnych przez Faruka Al-Baza z Uniwersytetu w Bostonie. Odkrycie to zostało wskazane jako wyjaśnienie zagadki występowania tzw. szkła pustynnego – zielonożółtych fragmentów zeszklonej krzemionki, rozproszonych na obszarze około 100 km w pobliżu granicy z Libią. Mimo wszystko, impaktowe pochodzenie tej struktury nie zostało jednoznacznie dowiedzione.